# Szilágyi Domokos (horogszegi)
Szilágyi Domokos (1380 körül – 1421. február 14 után), bernolchi Szilágyi Miklós fia, horogszegi Szilágyi László bácsi ispán, Szilágyi Gergely szarvaskői várnagy, valamint baxai és vérvölgyi id.Szilágyi Mihály testvére.

## Életútja
Akárcsak Szilágyi Albert és Sebestyén nevű további testvéreiről, Szilágyi Domokosról is szegényesek az okleveles források, de mindhármuk közül talán mégiscsak ő az akiről a legtöbbet tudhatunk. Bernolchi Szilágyi Miklós fiaként, a Szilágysági, Alsóbaksa (Baxabernolth) és Nagy-Dobai nemesi birtokon nevelkedett, akárcsak testvérei és híressé vált bátya, horogszegi Szilágyi László.
Első írásos említésé az 1405. május 1-i oklevél, amikor a bácsi káptalan előtt Zylagh-i László mester, Bács megye főispánja osztályos atyafiaivá fogadja testvéreit, Loránd fia Miklós fiait: Gergelyt, Mihályt, Albertet, Domokost, Sebestyént és unokatestvérét: László fia másik Gergelyt, Chobor (dictus) Jánosnak a bodrogmegyei Choburzenthmihali, Janussy és Halmos birtokokban levő részeibe, amelyeket ő a királytól szolgálataiért jutalmul kapott.
1406.01.03-án, Zsigmond király utasítja is a bácsi káptalant, hogy iktassa be a Bernoltiakat és Szentkirályi Gergelyt a Bodrog megyei Szentmihály, Jánosi és Halmos birtokokba. Ebben az oklevélben Miklós fia Gergely/György, Domokosnak is testvére, már mint nemes kerül megemlítésre, igy: "Nobis Gregorius filius Nicolai de Bernolch", utalva mindezzel arra, hogy a család már az ország nemességéhez tartozik ekkor, valamint a többi fiú is felsorolásra kerül, kik között az ő neve is szerepel, igy: "Michaelis, Alberti, Dominici et Sebastiani, filiorum dicti Nicolai de eadem Bernolch", mint Bernoltiak és a szentkirályi ágból "Gregorii filii Ladislai de Zenthkyrall in personis..."
De jelen van úgyszintén az 1407. december 9-én, amikor Zsigmondtól, megkapják Garázda Miklóssal együtt a dobokamegyei Balázsfalva és a fehérmegyei Szentimre birtokokat. A Szilágyiak közül jelen vannak: "...nec non patri (bernolchi Miklós), ac vtriusque Gregorio (mindkét Gergely), Michael, et Dominico, fratribus praefati Ladislai'', "quasdam possessiones nostras Balasfalua in Doboka, nec non Zenthimrech vocatas in Albensi, partiui nostrarum Transiluanarum Comitatibus."  Valamilyen oknál fogva ebben az oklevélben nem találkozunk Albert és Sebestyén nevével, bár az utóbbi még a későbbiekben szerepel vele együtt. Akárcsak testvérei közül Gergely és Mihály sorsa is mintha összefonódna, úgy Domokosé is leginkább a Sebestyénével halad, legalábbis az oklevelek tanúsága szerint.
Az utóbbi adományt követően, majd egy évtized múlva találkozunk vele önálló formában, hiszen a Szilágyiak közül mást nem említ az oklevél, amikor 1416 elején Zsigmond utasítja a leleszi konventet, tartsanak vizsgálatot Dobrach-i Miklós fiai: László, János, György és Kelemen, valamint Pál fia: László panaszára, amely szerint Katalin-nap előtti szerdán (1415. nov. 24.) [...-i] Tamás [...-t] és Lászlónak, Pál nevű familiárisát az  erdőben elfogta  és fogságban tartotta, amidőn pedig ezért György – Tamást a megyei törvényszék elé perbe vonták, ez Apáti birtokon (Apatim- ma Szerbia) tartózkodó embereivel – köztük: Tapaztho Istvánnal, Zilagy Domokossal, Rokos Andrással, Tatár Demeterrel – Jánost(?)  és Györgyöt  életveszélyesen megsebesítette.
Az utolsó szerepléséről, hacsak más névalak alatt nem kutatható tovább személye a Sebestyénével együtt, egy 1421.02.14. i perhalasztó oklevél tanúskodik, három olyan év után, melyből nem maradt forrás Lippai Péter (1365 körül–1423) bírói széke előtt folyó ügyekről, Vrloch-i Michk Lőrinc felperes, valamint Sebestyén és Domokos Szilágyi nemesek – kiknek ügyvédje Demeter  horogszegi plébános, elleni perét a felek kérésére, pünkösd nyolcadára halasztja Lippai ratione prioritatis termini.
Mindezek ellenére, egyelőre úgy mint Albert ki 1406. január 3.-án szerepel utoljára, Domokos és Sebestyén esetében sem utal semmilyen forrás további leszármazásra.